# Station Saint-Pierre-du-Vauvray
Station Saint-Pierre du Vauvray is een spoorwegstation in de Franse gemeente Saint-Pierre-du-Vauvray.